# منزل جون بلاك لي الأول
منزل جون بلاك لي الأول هو منزل تاريخي في 729 طريق لوريل في نيو كانان بولاية كونيتيكت. صممه المهندس المعماري جون بلاك لي [الإنجليزية] وتم بناؤه في عام 1952، وكان الأول من بين عدة منازل صممها لاستخدام عائلته. يُعد المنزل تعبيرًا ممتازًا عن العمارة الحديثة بأسلوب باوهاوس البسيط، وقد أُدرج في السجل الوطني للأماكن التاريخية في عام 2010.

## الوصف والتاريخ
يقع منزل جون بلاك لي الأول في منطقة سكنية ريفية في شمال نيو كانان، على مساحة 3 فدان (1.2 هكتار) على الجانب الشرقي من طريق لوريل جنوب تقاطعها مع طريق نورث ويلتون. يقع المنزل على منحدر مرتفع موازي للطريق. إنه مبنى من طابق واحد، مع بناء بأعمدة وعوارض فريد من نوعه والذي يشتمل على قضبان معدنية لترسيخ الهيكل على الجرانيت الأساسي. شُطب من الخارج بالزجاج والخشب وغُطي بسقف مسطح. تواجه الجهة المواجهة للغرب بلا نوافذ إلى حد كبير، مع وجود منطقة دخول مريحة فقط. الجانب الجنوبي الأكثر خصوصية عبارة عن مساحة زجاجية ممتدة من الأرض حتى السقف.
انتقل جون بلاك لي إلى نيو كانان في عام 1951، وانضم إلى الممارسة المعمارية لإليوت نويز، أحد خمسة معماريين من هارفارد الذين كانوا يبنون منازل حديثة في نيو كانان. بنى رنست راو، مقاول بناء محلي منزل لي الأول لعائلته في العام التالي واستمر في بناء العديد من تصميمات لي في المدينة. باع هذا المنزل في عام 1954، وقام ببناء منزل ثان للعائلة على طريق تشيتشيستر. من بين الملاك اللاحقين للعقار دونالد سويشر من سكيدمور, أوينغس وميريل، الذي حافظ بعناية على إرث لي المعماري.